# کروننبورگ
کروننبورگ (فرانسوی: Kronenbourg‎) شرکت نوشیدنی فرانسوی است، که در سال ۱۶۶۴ تأسیس شد.